# Suncorp Stadium
Le Suncorp Stadium, connu antérieurement sous le nom de Lang Park, est un stade situé à Brisbane, dans le quartier de Milton, en Australie principalement consacré au rugby à XIII, au rugby à XV et au football, qui peut accueillir 52 500 spectateurs.
Depuis 2006, les Queensland Reds jouent leurs matchs à domicile au Suncorp Stadium. Le club de football Queensland Roar FC dispute aussi ses matchs dans ce stade. Une statue de la légende treiziste du Queensland, Wally Lewis est érigée à l'entrée du stade.

## Histoire
Le site de Lang Park était autrefois un cimetière du Nord de Brisbane et fut aménagé en 1914 pour devenir un site de détente.
La Queensland Rugby League négocia en 1953 la location du site pour une durée de 21 ans. Les premiers matchs de rugby à XIII furent disputés en 1957. Un changement du statut du site en 1962 permit de procéder à la construction de nouvelles tribunes entre 1962 et 1994.
Historiquement treiziste, ce stade qui est celui tant des Brisbane Broncos, dans le cadre du championnat australasien, que des Queensland Maroons, lors des State of Origin, accueille également les quinzistes des Queensland Reds participant au Super 14. La profitabilité de l'investissement nécessitant une moyenne d'affluence de 25 000 spectateurs, le maintien des Queensland Reds au Suncorp n'apparait cependant pas encore acquis au moyen terme.
Le stade fut réaménagé jusqu’en 2003, pour porter la capacité à 52 500 spectateurs. À cette occasion le stade prit le nom de Suncorp Stadium.
Des matchs de la coupe du monde de rugby 2003 ont été organisés dans ce stade qui pour l’occasion a repris le nom de Lang Park pour se conformer aux règles de l'IRB concernant le sponsoring.
Le concert de Robbie Williams en décembre 2006 fut le premier grand concert organisé dans le stade.

## Affluences moyennes
| Équipe             | Sport        | Affluence moyenne | Saison    |
| ------------------ | ------------ | ----------------- | --------- |
| Queensland Maroons | Rugby à XIII | 52 452            | 2015      |
| Brisbane Broncos   | Rugby à XIII | 38 747            | 2015      |
| Queensland Reds    | Rugby à XV   | 19 257            | 2008      |
| Queensland Roar    | Football     | 12 902            | 2009/2010 |

## Événements
- Coupe du monde de rugby à XIII 1968
- Coupe du monde de rugby à XIII 1975
- Coupe du monde de rugby à XIII 1977
- State of Origin  1 ou 2 matchs par an (rugby à XIII: Queensland - Nlle Galles du Sud)
- Coupe du monde de football des moins de 20 ans 1993
- Queensland Cup Grand Final (2e division régionale de rugby à XIII)
- Coupe d'Océanie de football 1998
- Coupe du monde de rugby à XV 2003
- ANZAC Test, régulièrement (rugby à XIII: Australie - Nlle Zélande)
- Bledisloe Cup, régulièrement (rugby à XV: Australie - Nlle Zélande)
- Coupe du monde féminine de rugby à XIII 2008
- Coupe du monde de rugby à XIII 2008 (Finale Nlle zélande bat Australie devant 51 000 spectateurs)
- Coupe d'Asie des nations de football 2015
- Coupe du monde féminine de rugby à XIII 2017
- Coupe du monde de rugby à XIII 2017
- Coupe du monde féminine de football 2023
- Coupe du monde de rugby à XV 2027
- AEW Grand Slam, 15 février 2025

## Concerts
- Robbie Williams (Close Encounters Tour), 13 et 14 décembre 2006[2]
- André Rieu (Romantic Vienna Night), 3 décembre 2008[3]
- U2 (U2 360° Tour), 8 et 9 décembre 2010

## Galerie

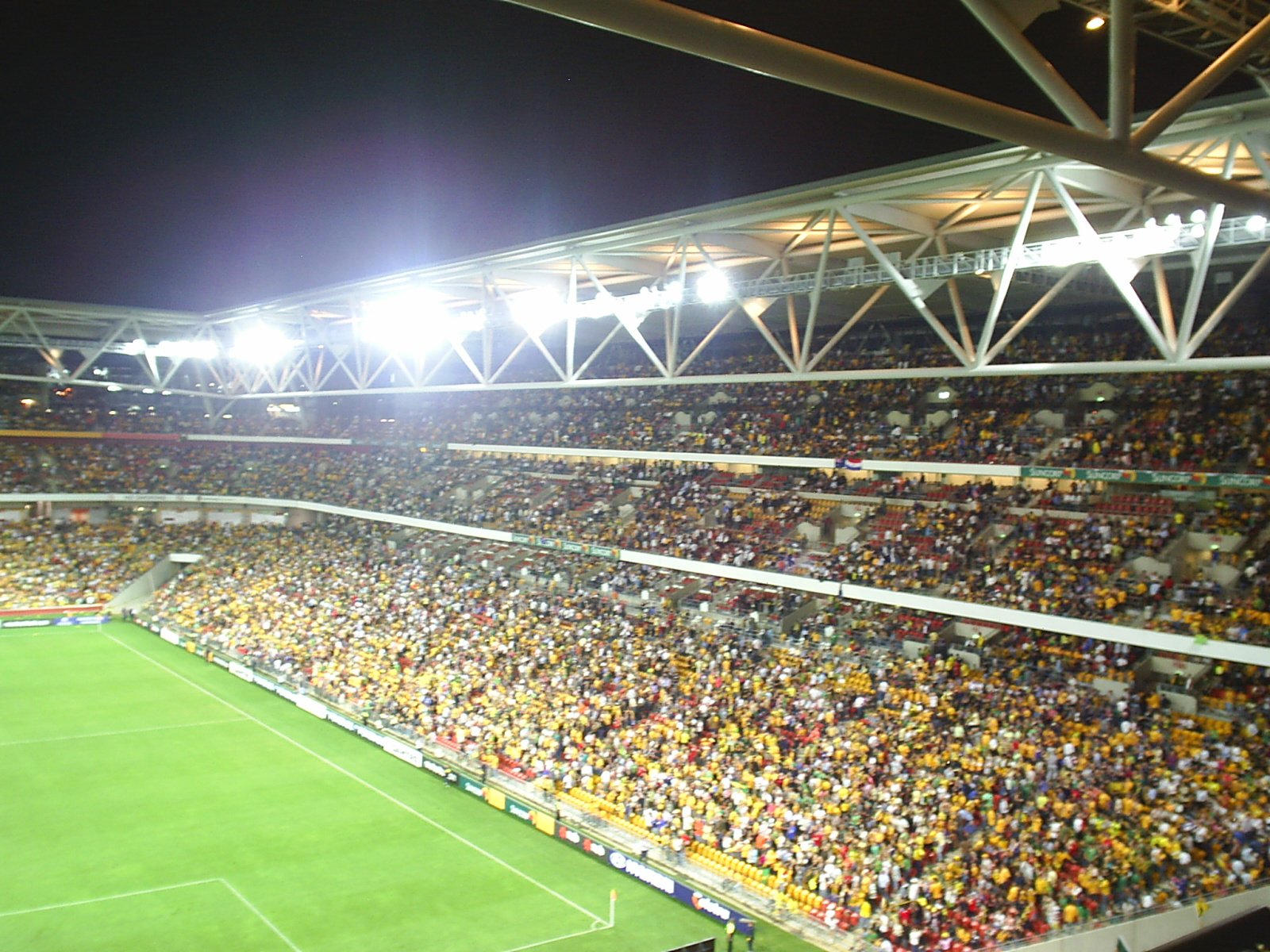
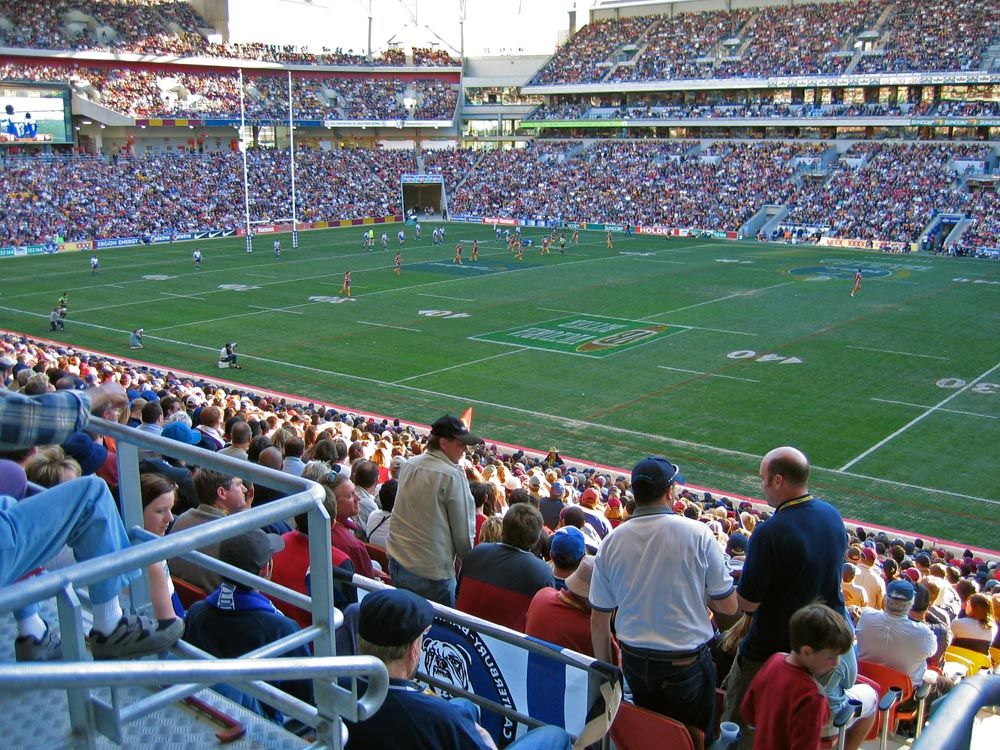